# Lípa na Kozím Hřbetu
Lípa na Kozím Hřbetu je památný strom u domu č.p. 8 v osadě Velký Kozí Hřbet, jižně od Rejštejna. Lípa velkolistá (Tilia platyphyllos Scop.) roste v nadmořské výšce 825 m, obvod jejího kmene je 415 cm (měřeno 2017). Strom je chráněn od 19. června 2017 jako esteticky zajímavý strom a krajinná dominanta.

## Památné stromy v okolí
- Dub na Kozím Hřbetu
- Jilm na Kozím Hřbetu
- Jilm pod Kozincem
- Leškovy lípy
- Lípa na Myších Domcích
- Lípa na Wunderbachu